# Cirrus SR22
O Cirrus SR22 é uma econômica aeronave monomotor a pistão de pequeno porte para uso executivo, de passeio e turismo, com um elegante design de linhas fluidas e capacidade para transportar com razoável conforto um piloto e três passageiros em viagens intermunicipais e interestaduais, fabricado nos Estados Unidos desde a década de 1990 pela Cirrus Design, um dos maiores e mais inovadores, ousados e admirados fabricantes de aeronaves leves a pistão do mundo.
É um avião monoplano, com somente um plano de sustentação, com alcance de voo de cerca de 2.000 quilômetros.
A família de aeronaves Cirrus SR é um grande sucesso de vendas no mercado mundial de aeronaves leves a pistão, com mais de 5.000 unidades vendidas, consequência natural de uma feliz combinação de características positivas de robustez estrutural, manutenção simples e barata, baixo consumo de combustível, design atraente, modernidade e preço de aquisição competitivo.
No Brasil são mais de 270 unidades vendidas desde 2005.
Essa aeronave é uma versão de performance melhorada derivada do Cirrus SR20, com motorização a pistão mais potente Continental IO 550 aspirado de 310 hp, e tem a proposta de cumprir praticamente as mesmas missões de turismo e passeio da versão menos potente, mas visando principalmente um perfil de consumidor mais exigente, basicamente executivos e empresários, com uma velocidade de cruzeiro aumentada para cerca de 320 km/h.
O fabricante disponibiliza, no Cirrus SR22, o útil e moderno sistema de navegação EFIS (Electronic Flight Instrument System), com as telas PFD (Primary Flight Display) e MFD (Multi Function Display), que simplificam a navegação e reduzem a carga de trabalho do piloto, tornando as viagens mais seguras e tranquilas.
O SR22 é um dos dois aviões do simulador de voo do Google Earth.

## Fuselagem
O modelo Cirrus SR22 e seu irmão com motorização menos potente, Cirrus SR20, quase idênticos entre si, são criações originais da indústria Cirrus Design estadunidense. São projetos inteiramente novos que utilizam de forma intensiva o material composto, são mais robustos que aeronaves do mesmo tamanho e capacidade construídas em alumínio e ligas metálicas.
A construção da fuselagem e das asas em material composto do Cirrus SR22, combinada com a tradicional motorização a pistão Continental IO 550 aspirado, resulta numa significativa economia de combustível e baixo custo de manutenção. É atualmente um dos modelos de aeronaves leves para uso executivo mais vendidos nos Estados Unidos e no Brasil.

## Inovação
Um dos mais impressionantes equipamentos disponíveis no Cirrus SR22, e que eleva o nível de segurança da aeronave é o Cirrus Airframe Parachute System (CAPS), que nada mais é que um paraquedas fabricado pela empresa Ballistic Recovery Systems, que conectado por resistentes peças à fuselagem da aeronave permite ao aviador um procedimento de emergência com acionamento em voo, caso o único motor disponível falhe. 
A cada 10 anos ele precisa ser reembalado a um custo de, aproximadamente, US$ 15 mil.

## Variantes
• SR22 G1 - Produção de 2001 a 2003.
• SR22 G2 - Produção de 2004 a 2007.
• SR22 G3 - Produção de 2007 a 2012.
• SR22 G5 - Produção de 2013 a 2016.
• SR22 G6 - Produção iniciada em 2017.

## Acidentes e Incidentes
• 2008 - No dia 2 de março, um Cirrus SR22 G3, de matrícula PR-IAO, caiu na Barra da Tijuca, Rio de Janeiro. Após decolar do Aeroporto de Jacarepaguá, durante a subida inicial, a aeronave perdeu potência e realizou uma ligeira curva descendente à esquerda até colidir contra o solo. A aeronave ficou completamente destruída e todos os 4 ocupantes a bordo faleceram. A causa do acidente foi um erro no abastecimento. O avião foi abastecido com querosene de aviação (JET A-1), quando na verdade deveria ter sido abastecido com gasolina de aviação (AVGAS).
• 2018 - Na manhã do dia 14 de setembro, um Cirrus SR22 G3, de matrícula PR-COR, precisou fazer um pouso forçado no município cearense de Boa Viagem após sofrer uma pane durante o voo que tinha como destino a cidade de Tauá, também no Ceará. Os 2 ocupantes saíram ilesos. A aeronave sofreu danos substanciais nas hélices, trem de pouso e nas asas.

## Especificações Técnicas[7]
- Capacidade: 1 piloto e 3 passageiros;
- Comprimento: Aprox. 7,8 metros;
- Envergadura: Aprox. 10,7 metros;
- Largura:  Aprox. 2,5  metros;
- Área da asa:  Aprox. 9,5 m²;
- Peso máximo decolagem: 1542 kg
- Motorização (potência): Continental IO 550 aspirado (310 hp);
- Velocidade de cruzeiro: Aprox. 320 km/h;
- Alcance: Aprox. 1.300 quilômetros (lotado / 75% potência / com reservas);
- Teto de serviço: Aprox. 5.000 metros;
- Climb (subida): Aprox. 420 metros / minuto;
- Decolagem : 1.000 metros (lotado / dias quentes / tanques cheios);
- Consumo médio (AVGAS): Aprox. 65 litros / hora (lotado / 75% potência);
- Consumo médio (AVGAS): Aprox. 0,06 litro / passageiro / km voado;
- Preço: Aprox. US$ 650 mil (novo);

## Principais Concorrentes
- Beechcraft Bonanza
- Cessna C-172 Skyhawk
- Cessna C-182 Skylane
- Diamond DA40/DA42
- Piper Arrow